# 쿠레바야시 주리
쿠레바야시 주리(일본어: 紅林 珠璃)/주리는 아케이드 게임, 텔레비전 애니메이션 《아이 엠 스타!》의 등장인물.

## 소개
- 학년 - 중등부 3학년
- 생일 - 7월 31일
- 별자리 - 사자자리
- 혈액형 - O형
- 좋아하는 음식 - 햄, 파에야
- 특기 - 플라멩코, 발레
- 키 - 158cm
- 이미지 컬러 - 패션 레드
- 타입 - 섹시
- 좋아하는 브랜드 - 상그리아 로사
- 소속 그룹 - 정열 할라페뇨, 바닐라 칠리 페퍼, AIKATSU☆STARS!

## 개요
일본인과 스페인인 사이에서 태어난 혼혈아의 미소녀. 드라마 아이카츠! 선생/아이엠스타! 선생님의 주역.

## 상세
느낀 감정을 플라멩코로 표현하는 버릇과 스페인어로 말한 다음 일본어로 고쳐 말하는 버릇이 있으며 히나키와는 소꿉친구로 아카리와는 같은 반에 짝꿍이며 아카리와 스미레와 히나키의 단짝친구이자 현재는 그룹과 솔로 가수를 변행하고 있으며 잘 묘사되지는 않지만 첫 등장에서 편입생이라는게 알려졌다.
아마네 미호:아이카츠 스타즈(하나조노 키라라.카스미 요조라) 섹시 타입 중 한 명(후지와라 미야비, 칸자키 미즈키, 시부키 란, 쿠레바야시 주리, 다이치 노노, 시라카바 리사, 카제사와 소라, 미노와 히카리, 호시미야 링고, 오리히메 미츠이시, 카스미 요조라, 나나쿠라 코하루, 카스미 마히루, 엘자 포르테, 신카이 린, 쵸노 마이카 등)